# Saint-Alexandre-des-Lacs
Pour les articles homonymes, voir Saint-Alexandre.
Saint-Alexandre-des-Lacs est une municipalité de paroisse à vocation forestière de la province de Québec, au Canada, située dans le Nord-Est de la vallée de la Matapédia dans le Bas-Saint-Laurent. Elle fait partie de la municipalité régionale de comté de La Matapédia.

## Toponymie
La municipalité a été baptisée en 1924 en l'honneur de l'abbé Alexandre Bouillon, natif de Saint-Anaclet-de-Lessard et fondateur de quelques paroisses dans la vallée de la Matapédia, de même qu'en souvenir d'Alexandre Courchesne, père de monseigneur Georges-Alexandre Courchesne, évêque de Rimouski. L'abbé Alexandre Bouillon fut notamment le fondateur de la paroisse voisine de Lac-au-Saumon en 1906. L'ajout « des-Lacs » à la fin du toponyme de la paroisse, Saint-Alexandre, est pour différencier la municipalité des autres municipalités du même nom et est attribuable à la présence des nombreux petits lacs qui parsèment son territoire.
Les gentilés sont nommés Alexandriens et Alexandriennes.

## Histoire
La mission catholique de Saint-Alexandre-des-Lacs a été fondée en 1922. Le bureau de poste a été ouvert en 1924. La caisse populaire a été fondée en 1934. À l'été 1937, un important incendie qui dura une vingtaine de jours a détruit plusieurs habitations de Saint-Alexandre-des-Lacs et plusieurs hectares de forêts. La cause de cet incendie est la perte de contrôle d'un feu d'abattis effectué au lac Rouge. L'érection canonique de la paroisse a eu lieu en 1965. La municipalité de paroisse de Saint-Alexandre-des-Lacs a été formée officiellement le 1er janvier 1965 à partir de détachements des paroisses de Saint-Tharcisius et de Saint-Joseph-Labre (Amqui).

## Géographie
Saint-Alexandre-des-Lacs est situé sur le versant sud du fleuve Saint-Laurent à 420 km au nord-est de Québec et à 360 km à l'ouest de Gaspé. Les villes importantes près de Saint-Alexandre-des-Lacs sont Rimouski à 115 km et Mont-Joli à 80 km à l'ouest ainsi que Matane à 65 km au nord. Saint-Alexandre-des-Lacs est à 12 km du centre-ville d'Amqui, chef-lieu de La Matapédia.
Le territoire de Saint-Alexandre-des-Lacs couvre une superficie de 93 km2. Le sous-sol de Saint-Alexandre-des-Lacs date de l'époque du Silurien et du Dévonien. Il est composé de grès felspathique de Gaspé et de calcaire supérieur de Gaspé.
La municipalité de paroisse de Saint-Alexandre-des-Lacs est située dans la municipalité régionale de comté de La Matapédia dans la région administrative du Bas-Saint-Laurent. Saint-Alexandre-des-Lacs fait partie de la circonscription provinciale de Matapédia et de la circonscription fédérale de Haute-Gaspésie—La Mitis—Matane—Matapédia.
La paroisse de Saint-Alexandre-des-Lacs se nomme Saint-Alexandre. Elle fait partie de l'Archidiocèse de Rimouski et, plus précisément, de la région pastorale de La Matapédia. Saint-Alexandre-des-Lacs fait partie de la région touristique de la Gaspésie dans la sous-région touristique de la vallée de la Matapédia.
Saint-Alexandre-des-Lacs comprend le hemau du Lac-Pitre.

### Hydrographie
La rivière Causapscal traverse le village de Saint-Alexandre-des-Lacs. Il y a en tout 17 lacs sur le territoire de la municipalité.

## Démographie
| 1991 | 1996 | 2001 | 2006 | 2011 | 2016 | 2021 |
| ---- | ---- | ---- | ---- | ---- | ---- | ---- |
| 363  | 350  | 324  | 275  | 258  | 268  | 298  |

Selon Statistiques Canada, la population de Saint-Alexandre-des-Lacs était de 258 habitants en 2011. La tendance démographique des dernières années pour la municipalité suit celle de la Gaspésie, c'est-à-dire une décroissance. En effet, en 2006, la population était de 275 habitants. Cela correspond à un taux de décroissance de 6,2 % en cinq ans. L'âge médian de la population alexandrienne est de 50,4 ans (44,8 ans en 2006).

Distribution de l'âge en 2006

Le nombre total de logements privés dans le village est de 136. Cependant, seulement 116 de ces logements sont occupés par des résidents permanents. La majorité des logements de Saint-Alexandre-des-Lacs sont des maisons individuelles.
Statistiques Canada ne recense aucun immigrant à Saint-Alexandre-des-Lacs. Toute la population de Saint-Alexandre-des-Lacs a le français comme langue maternelle et 8,8 % de la population maitrise les deux langues officielles du Canada.
Le taux de chômage dans la municipalité était de 14,3 % en 2006. Le revenu médian des Alexandriens est de 14 024 $ en 2005.
39,6 % de la population âgée de 15 ans et plus de Saint-Alexandre-des-Lacs n'a aucun diplôme d'éducation. 47,9 % de cette population n'a que le diplôme d'études secondaires ou professionnelles. 4,2 % de cette population a un diplôme universitaire. Tous les habitants de Saint-Alexandre-des-Lacs ont effectué leurs études à l'intérieur du Canada. Les deux domaines d'études principaux des Alexendriens est le « génie, l'architecture et les services connexes » ainsi que le « commerce, la gestion et l'administration publique ».

## Devise
La devise de Saint-Alexandre-des-Lacs est « Solidarité, travail, honneur ».

## Économie

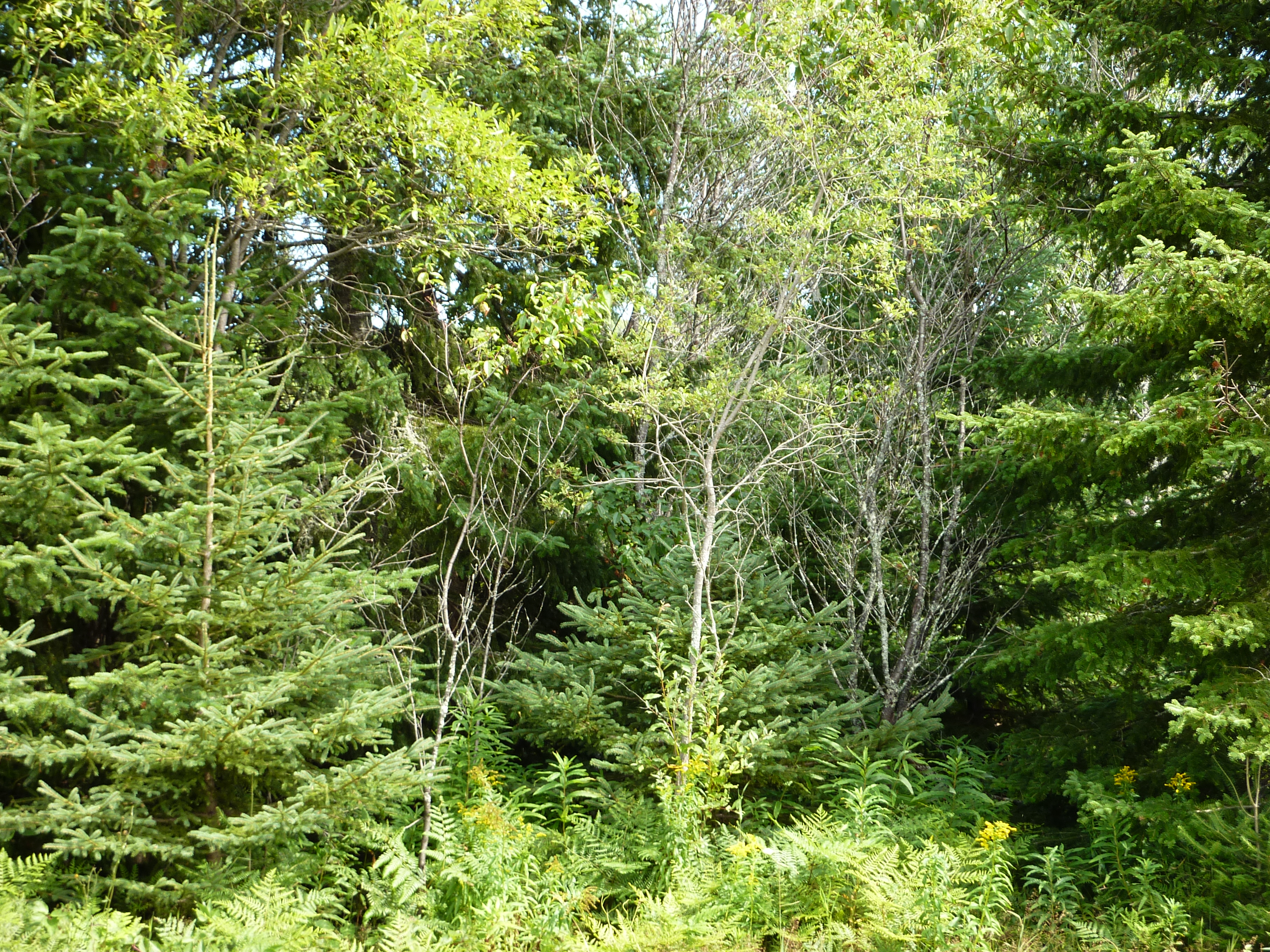
Forêt à Saint-Alexandre-des-Lacs

L'activité économique de Saint-Alexandre-des-Lacs tourne principalement autour de l'industrie forestière. La sylviculture et l'élevage bovin sont aussi des activités économiques importantes.

## Tourisme
Les chutes à Philomène sont situées au sud de la municipalité. Elles ont une hauteur de 33 m. La pêche sur les nombreux lacs de Saint-Alexandre-des-Lacs est aussi une activité touristique importante ainsi que la pêche au saumon de l'Atlantique sur la rivière Causapscal.

## Conseil municipal
Les élections municipales ont lieu tous les quatre ans et s'effectuent en bloc sans division territoriale.
| mandat      | fonction    | nom               |
| ----------- | ----------- | ----------------- |
| 2005 - 2009 | maire       | Jean-Marc Roy     |
| 2005 - 2009 | conseillers |                   |
| 2005 - 2009 | #1          | Nelson Pilote     |
| 2005 - 2009 | #2          | Gilbert Leclerc   |
| 2005 - 2009 | #3          | Aubin Jomphe      |
| 2005 - 2009 | #4          | Gilles Roussel    |
| 2005 - 2009 | #5          | Germain Lamarre   |
| 2005 - 2009 | #6          | Jean-Louis Paquet |

| Saint-Alexandre-des-Lacs Maires depuis 2001                                                                          |                |         |          |
| Élection | Maire          | Qualité | Résultat |
| 2001 | Bernard Dumais |         | Voir     |
| 2005 | Jean-Marc Roy  |         | Voir     |
| 2009 | Jean-Marc Roy  | Voir    |          |
| 2012 | Nelson Pilote  |         | Voir     |
| 2013 | Nelson Pilote  | Voir    |          |
| 2017 | Nelson Pilote  | Voir    |          |
| 2021 | Nelson Pilote  | Voir    |          |
| Élection partielle en italique Depuis 2005, les élections sont simultanées dans toutes les municipalités québécoises |                |         |          |